# 2020-as WTCR szlovák nagydíj
A 2020-as WTCR szlovák nagydíj volt a 2020-as túraautó-világkupa harmadik versenyhétvégéje. A helyszín az 5922 méter hosszú Automotodróm Slovakia Ring volt. A széria ettől a hétvégétől kezdődően visszatért a korábbi években használt három futamos rendszerhez, amelynek ezúttal egyetlen időmérő edzés adta a rajtrácsát. Az időmérő első szakasza a vasárnapi első futam rajtrácsáról döntött.  A, második verseny eredményét a Q2 valamint Q3 első tíz helyezettjének fordított sorrendje határozta meg, a 11. helyezettől lefelé pedig az eredeti sorrendben állhattak be a versenyzők a rajtkockákba. A harmadik verseny rajtrácsa  a Q2 valamint a Q3 eredeti végeredménye alapján alakult ki, itt a versenyzők a 11. helytől lefelé ismételten az eredeti időmérős pozíciókban foglalhatták el a rajthelyeiket.
A hétvége október 9-én kezdődött a hivatalos sajtóeseményekkel. Október 10-én tartották a szabadedzéseket, valamint az időmérő edzést. 11-én, vasárnap pedig a három versenyre került sor. A hétvégén 22 versenyző szerepelt, miután a Team Mulsanne csapatához visszatért a Zolderben már szereplő Luca Filippi, mellette 2018 után ismét versenyzett szabadkártyásként a hétvége során Petr Fulín, valamint visszatért egy hétvége kihagyást követően a két Hyundai-os csapat is. A Vuković Motorsportnál Aurélien Comte váltotta a Nordschleife-i futamot követően szponzorációs problémákba kerülő Jack Youngot.

## Időterv
| Dátum/Nap           | Időpont       | Esemény           | Esemény           |
| ------------------- | ------------- | ----------------- | ----------------- |
| október 10/szombat  | 10:00 – 10:45 | 1. szabadedzés    | 1. szabadedzés    |
| október 10/szombat  | 13:45 – 14:15 | 2. szabadedzés    | 2. szabadedzés    |
| október 10/szombat  | 16:30 – 16:50 | Időmérő           | 1. etap           |
| október 10/szombat  | 16:55 – 17:05 | Időmérő           | 2. etap           |
| október 10/szombat  | 17:15 –       | Időmérő           | 3. etap           |
|                     |               |                   |                   |
| október 11/vasárnap | 9:15 – 9:45   | 1. futam (9 kör)  | 1. futam (9 kör)  |
| október 11/vasárnap | 12:45 – 13:15 | 2. futam (9 kör)  | 2. futam (9 kör)  |
| október 11/vasárnap | 14:45 – 15:15 | 3. futam (11 kör) | 3. futam (11 kör) |
| Forrás:             |               |                   |                   |

## Előzetes nevezési lista
| Csapat                                    | Autó                            | Rajtszám                   | Versenyző                  | Kategória                  | Kategória                  |
| Teljes szezonos résztvevők                | Teljes szezonos résztvevők      | Teljes szezonos résztvevők | Teljes szezonos résztvevők | Teljes szezonos résztvevők | Teljes szezonos résztvevők |
| ----------------------------------------- | ------------------------------- | -------------------------- | -------------------------- | -------------------------- | -------------------------- |
| BRC Hyundai N LUKOIL Squadra Corse        | Hyundai i30 N TCR               | 1                          | Michelisz Norbert          |                            |                            |
| BRC Hyundai N LUKOIL Squadra Corse        | Hyundai i30 N TCR               | 30                         | Gabriele Tarquini          |                            |                            |
| Engstler Hyundai N Liqui Moly Racing Team | Hyundai i30 N TCR               | 8                          | Luca Engstler              | Újonc                      | Újonc                      |
| Engstler Hyundai N Liqui Moly Racing Team | Hyundai i30 N TCR               | 88                         | Nick Catsburg              |                            |                            |
| ALL-INKL.DE Münnich Motorsport            | Honda Civic Type R TCR (FK8)    | 9                          | Tassi Attila               |                            |                            |
| ALL-INKL.DE Münnich Motorsport            | Honda Civic Type R TCR (FK8)    | 18                         | Tiago Monteiro             |                            |                            |
| ALL-INKL.COM Münnich Motorsport           | Honda Civic Type R TCR (FK8)    | 29                         | Néstor Girolami            |                            |                            |
| ALL-INKL.COM Münnich Motorsport           | Honda Civic Type R TCR (FK8)    | 86                         | Esteban Guerrieri          |                            |                            |
| Cyan Performance Lynk & Co                | Lynk & Co 03 TCR                | 11                         | Thed Björk                 |                            |                            |
| Cyan Performance Lynk & Co                | Lynk & Co 03 TCR                | 12                         | Santiago Urrutia           |                            |                            |
| Cyan Racing Lynk & Co                     | Lynk & Co 03 TCR                | 68                         | Yann Ehrlacher             |                            |                            |
| Cyan Racing Lynk & Co                     | Lynk & Co 03 TCR                | 100                        | Yvan Muller                |                            |                            |
| Comtoyou Racing                           | Audi RS 3 LMS TCR               | 16                         | Gilles Magnus              | Újonc                      | Trophy                     |
| Comtoyou Racing DHL Team Audi Sport       | Audi RS 3 LMS TCR               | 23                         | Nathanaël Berthon          | Trophy                     | Trophy                     |
| Comtoyou Racing DHL Team Audi Sport       | Audi RS 3 LMS TCR               | 31                         | Tom Coronel                | Trophy                     | Trophy                     |
| Vuković Motorsport                        | Renault Mégane RS TCR           | 34                         | Aurélien Comte             | Trophy                     | Trophy                     |
| Zengő Motorsport Services KFT             | Cupra León Competición TCR      | 55                         | Boldizs Bence              | Újonc                      | Trophy                     |
| Zengő Motorsport Services KFT             | Cupra León Competición TCR      | 96                         | Mikel Azcona               |                            |                            |
| Zengő Motorsport Services KFT             | Cupra León Competición TCR      | 99                         | Kismarty-Lechner Gábor     | Trophy                     | Trophy                     |
| Team Mulsanne                             | Alfa Romeo Giulietta Veloce TCR | 69                         | Jean-Karl Vernay           | Trophy                     | Trophy                     |
| Szabadkártyás részvevők                   |                                 |                            |                            |                            |                            |
| Vexta Domy                                | Cupra León Competición TCR      | 22                         | Petr Fulín                 |                            |                            |
| Team Mulsanne                             | Alfa Romeo Giulietta Veloce TCR | 25                         | Luca Filippi               |                            |                            |
| Forrás:                                   |                                 |                            |                            |                            |                            |

| Ikon   | Kategória                                                          |
| ------ | ------------------------------------------------------------------ |
| Újonc  | Versenyző, aki jogosult az FIA Rookie award kategória részvételén. |
| Trophy | Versenyző, aki jogosult a WTCR Trophy kategória részvételén.       |

## Eredmények

### Első szabadedzés
| Poz.    | #   | Versenyző              | Csapat                                    | Autó                            | Köridő   | Különbség | Körszám |
| ------- | --- | ---------------------- | ----------------------------------------- | ------------------------------- | -------- | --------- | ------- |
| 1.      | 96  | Mikel Azcona           | Zengő Motorsport Services KFT             | Cupra León Competición TCR      | 2:10,018 |           | 17      |
| 2.      | 31  | Tom Coronel            | Comtoyou Racing DHL Team Audi Sport       | Audi RS3 LMS TCR                | 2:10,351 | +0,333    | 16      |
| 3.      | 16  | Gilles Magnus          | Comtoyou Racing                           | Audi RS3 LMS TCR                | 2:10,410 | +0,392    | 11      |
| 4.      | 17  | Nathanaël Berthon      | Comtoyou Racing DHL Team Audi Sport       | Audi RS3 LMS TCR                | 2:10,570 | +0,552    | 13      |
| 5.      | 69  | Jean-Karl Vernay       | Team Mulsanne                             | Alfa Romeo Giulietta Veloce TCR | 2:10,659 | +0,641    | 11      |
| 6.      | 29  | Néstor Girolami        | ALL-INKL.COM Münnich Motorsport           | Honda Civic Type R TCR          | 2:10,948 | +0,930    | 15      |
| 7.      | 86  | Esteban Guerrieri      | ALL-INKL.COM Münnich Motorsport           | Honda Civic Type R TCR          | 2:10,957 | +0,939    | 16      |
| 8.      | 9   | Tassi Attila           | ALL-INKL.DE Münnich Motorsport            | Honda Civic Type R TCR          | 2:11,167 | +1,149    | 14      |
| 9.      | 55  | Boldizs Bence          | Zengő Motorsport Services KFT             | Cupra León Competición TCR      | 2:11,184 | +1,166    | 17      |
| 10.     | 12  | Santiago Urrutia       | Cyan Racing Performance Lynk & Co         | Lynk & Co 03 TCR                | 2:11,277 | +1,259    | 16      |
| 11.     | 68  | Yann Ehrlacher         | Cyan Racing Lynk & Co                     | Lynk & Co 03 TCR                | 2:11,282 | +1,264    | 13      |
| 12.     | 22  | Petr FulínSZ           | Vexta Domy                                | Cupra León Competición TCR      | 2:11,527 | +1,509    | 13      |
| 13.     | 18  | Tiago Monteiro         | ALL-INKL.DE Münnich Motorsport            | Honda Civic Type R TCR          | 2:11,543 | +1,525    | 15      |
| 14.     | 8   | Luca Engstler          | Engstler Hyundai N Liqui Moly Racing Team | Hyundai i30 N TCR               | 2:11,591 | +1,573    | 16      |
| 15.     | 1   | Michelisz Norbert      | BRC Hyundai N Lukoil Squadra Corse        | Hyundai i30 N TCR               | 2:11,598 | +1,580    | 12      |
| 16.     | 88  | Nick Catsburg          | Engstler Hyundai N Liqui Moly Racing Team | Hyundai i30 N TCR               | 2:11,697 | +1,679    | 15      |
| 17.     | 100 | Yvan Muller            | Cyan Racing Lynk & Co                     | Lynk & Co 03 TCR                | 2:11,961 | +1,943    | 15      |
| 18.     | 30  | Gabriele Tarquini      | BRC Hyundai N Lukoil Squadra Corse        | Hyundai i30 N TCR               | 2:11,965 | +1,947    | 7       |
| 19.     | 25  | Luca FilippiSZ         | Team Mulsanne                             | Alfa Romeo Giulietta Veloce TCR | 2:12,288 | +2,270    | 17      |
| 20.     | 34  | Aurélien Comte         | Vuković Motorsport                        | Renault Mégane R.S. TCR         | 2:12,851 | +2,833    | 16      |
| 21.     | 99  | Kismarty-Lechner Gábor | Zengő Motorsport Services KFT             | Cupra León Competición TCR      | 2:13,279 | +3,261    | 11      |
| 22.     | 11  | Thed Björk             | Cyan Racing Performance Lynk & Co         | Lynk & Co 03 TCR                | 2:13,284 | +3,266    | 6       |
| Forrás: |     |                        |                                           |                                 |          |           |         |

- SZ — Szabadkártyás résztvevők

### Második szabadedzés
| Poz.    | #   | Versenyző              | Csapat                                    | Autó                            | Köridő   | Különbség | Körszám |
| ------- | --- | ---------------------- | ----------------------------------------- | ------------------------------- | -------- | --------- | ------- |
| 1.      | 17  | Nathanaël Berthon      | Comtoyou Racing DHL Team Audi Sport       | Audi RS3 LMS TCR                | 2:10,051 |           | 10      |
| 2.      | 31  | Tom Coronel            | Comtoyou Racing DHL Team Audi Sport       | Audi RS3 LMS TCR                | 2:10,463 | +0,412    | 11      |
| 3.      | 69  | Jean-Karl Vernay       | Team Mulsanne                             | Alfa Romeo Giulietta Veloce TCR | 2:10,620 | +0,569    | 10      |
| 4.      | 86  | Esteban Guerrieri      | ALL-INKL.COM Münnich Motorsport           | Honda Civic Type R TCR          | 2:10,673 | +0,622    | 10      |
| 5.      | 29  | Néstor Girolami        | ALL-INKL.COM Münnich Motorsport           | Honda Civic Type R TCR          | 2:10,684 | +0,633    | 11      |
| 6.      | 12  | Santiago Urrutia       | Cyan Racing Performance Lynk & Co         | Lynk & Co 03 TCR                | 2:10,795 | +0,744    | 11      |
| 7.      | 100 | Yvan Muller            | Cyan Racing Lynk & Co                     | Lynk & Co 03 TCR                | 2:10,830 | +0,779    | 11      |
| 8.      | 9   | Tassi Attila           | ALL-INKL.DE Münnich Motorsport            | Honda Civic Type R TCR          | 2:10,860 | +0,809    | 10      |
| 9.      | 8   | Luca Engstler          | Engstler Hyundai N Liqui Moly Racing Team | Hyundai i30 N TCR               | 2:10,868 | +0,817    | 10      |
| 10.     | 96  | Mikel Azcona           | Zengő Motorsport Services KFT             | Cupra León Competición TCR      | 2:10,917 | +0,866    | 12      |
| 11.     | 1   | Michelisz Norbert      | BRC Hyundai N Lukoil Squadra Corse        | Hyundai i30 N TCR               | 2:11,003 | +0,952    | 11      |
| 12.     | 16  | Gilles Magnus          | Comtoyou Racing                           | Audi RS3 LMS TCR                | 2:11,059 | +1,008    | 11      |
| 13.     | 68  | Yann Ehrlacher         | Cyan Racing Lynk & Co                     | Lynk & Co 03 TCR                | 2:11,081 | +1,030    | 10      |
| 14.     | 11  | Thed Björk             | Cyan Racing Performance Lynk & Co         | Lynk & Co 03 TCR                | 2:11,161 | +1,110    | 11      |
| 15.     | 18  | Tiago Monteiro         | ALL-INKL.DE Münnich Motorsport            | Honda Civic Type R TCR          | 2:11,191 | +1,140    | 11      |
| 16.     | 88  | Nick Catsburg          | Engstler Hyundai N Liqui Moly Racing Team | Hyundai i30 N TCR               | 2:11,331 | +1,280    | 12      |
| 17.     | 25  | Luca FilippiSZ         | Team Mulsanne                             | Alfa Romeo Giulietta Veloce TCR | 2:11,354 | +1,303    | 11      |
| 18.     | 55  | Boldizs Bence          | Zengő Motorsport Services KFT             | Cupra León Competición TCR      | 2:11,414 | +1,363    | 11      |
| 19.     | 30  | Gabriele Tarquini      | BRC Hyundai N Lukoil Squadra Corse        | Hyundai i30 N TCR               | 2:11,718 | +1,667    | 11      |
| 20.     | 22  | Petr FulínSZ           | Vexta Domy                                | Cupra León Competición TCR      | 2:12,522 | +2,471    | 12      |
| 21.     | 34  | Aurélien Comte         | Vuković Motorsport                        | Renault Mégane R.S. TCR         | 2:14,234 | +4,183    | 5       |
| 22.     | 99  | Kismarty-Lechner Gábor | Zengő Motorsport Services KFT             | Cupra León Competición TCR      | 2:14,528 | +4,477    | 11      |
| Forrás: |     |                        |                                           |                                 |          |           |         |

- SZ — Szabadkártyás résztvevők

### Időmérő edzés

#### Első etap
| Poz.    | #   | Versenyző              | Csapat                                    | Autó                            | Köridő   | Különbség | Pont |
| ------- | --- | ---------------------- | ----------------------------------------- | ------------------------------- | -------- | --------- | ---- |
| 1.      | 17  | Nathanaël Berthon      | Comtoyou Racing DHL Team Audi Sport       | Audi RS3 LMS TCR                | 2:10,151 |           | 5    |
| 2.      | 88  | Nick Catsburg          | Engstler Hyundai N Liqui Moly Racing Team | Hyundai i30 N TCR               | 2:10,612 | +0,461    | 4    |
| 3.      | 69  | Jean-Karl Vernay       | Team Mulsanne                             | Alfa Romeo Giulietta Veloce TCR | 2:10,615 | +0,464    | 3    |
| 4.      | 16  | Gilles Magnus          | Comtoyou Racing                           | Audi RS3 LMS TCR                | 2:10,626 | +0,475    | 2    |
| 5.      | 30  | Gabriele Tarquini      | BRC Hyundai N Lukoil Squadra Corse        | Hyundai i30 N TCR               | 2:10,655 | +0,504    | 1    |
| 6.      | 1   | Michelisz Norbert      | BRC Hyundai N Lukoil Squadra Corse        | Hyundai i30 N TCR               | 2:10,751 | +0,600    |      |
| 7.      | 29  | Néstor Girolami        | ALL-INKL.COM Münnich Motorsport           | Honda Civic Type R TCR          | 2:10,834 | +0,683    |      |
| 8.      | 31  | Tom Coronel            | Comtoyou Racing DHL Team Audi Sport       | Audi RS3 LMS TCR                | 2:10,877 | +0,726    |      |
| 9.      | 86  | Esteban Guerrieri      | ALL-INKL.COM Münnich Motorsport           | Honda Civic Type R TCR          | 2:10,960 | +0,809    |      |
| 10.     | 12  | Santiago Urrutia       | Cyan Racing Performance Lynk & Co         | Lynk & Co 03 TCR                | 2:11,027 | +0,876    |      |
| 11.     | 9   | Tassi Attila           | ALL-INKL.DE Münnich Motorsport            | Honda Civic Type R TCR          | 2:11,076 | +0,925    |      |
| 12.     | 25  | Luca FilippiSZ         | Team Mulsanne                             | Alfa Romeo Giulietta Veloce TCR | 2:11,087 | +0,936    |      |
| 13      | 18  | Tiago Monteiro         | ALL-INKL.DE Münnich Motorsport            | Honda Civic Type R TCR          | 2:11,282 | +1,131    |      |
| 14.     | 100 | Yvan Muller            | Cyan Racing Lynk & Co                     | Lynk & Co 03 TCR                | 2:11,348 | +1,197    |      |
| 15.     | 68  | Yann Ehrlacher         | Cyan Racing Lynk & Co                     | Lynk & Co 03 TCR                | 2:11,422 | +1,271    |      |
| 16.     | 55  | Boldizs Bence          | Zengő Motorsport Services KFT             | Cupra León Competición TCR      | 2:11,429 | +1,278    |      |
| 17.     | 96  | Mikel Azcona           | Zengő Motorsport Services KFT             | Cupra León Competición TCR      | 2:11,732 | +1,581    |      |
| 18.     | 22  | Petr FulínSZ           | Vexta Domy                                | Cupra León Competición TCR      | 2:11,820 | +1,669    |      |
| 19.     | 8   | Luca Engstler          | Engstler Hyundai N Liqui Moly Racing Team | Hyundai i30 N TCR               | 2:11,836 | +1,685    |      |
| 20.     | 34  | Aurélien Comte         | Vuković Motorsport                        | Renault Mégane R.S. TCR         | 2:11,881 | +1,730    |      |
| 21.     | 11  | Thed Björk             | Cyan Racing Performance Lynk & Co         | Lynk & Co 03 TCR                | 2:11,892 | +1,741    |      |
| 22.     | 99  | Kismarty-Lechner Gábor | Zengő Motorsport Services KFT             | Cupra León Competición TCR      | 2:14,272 | +4,121    |      |
| Forrás: |     |                        |                                           |                                 |          |           |      |

- Újonc — Újonc résztvevők
- —Trophy — WTCR Trophy résztvevők
- SZ — Szabadkártyás résztvevők

#### Második és harmadik etap
| Poz.    | #  | Versenyző         | Csapat                                    | Autó                            | 2. etap  | 3. etap  | Pont |
| ------- | -- | ----------------- | ----------------------------------------- | ------------------------------- | -------- | -------- | ---- |
| 1.      | 17 | Nathanaël Berthon | Comtoyou Racing DHL Team Audi Sport       | Audi RS3 LMS TCR                | 2:09,994 | 2:09,510 | 5    |
| 2.      | 1  | Michelisz Norbert | BRC Hyundai N Lukoil Squadra Corse        | Hyundai i30 N TCR               | 2:09,985 | 2:09,793 | 4    |
| 3.      | 88 | Nick Catsburg     | Engstler Hyundai N Liqui Moly Racing Team | Hyundai i30 N TCR               | 2:09,586 | 2:09,881 | 3    |
| 4.      | 31 | Tom Coronel       | Comtoyou Racing DHL Team Audi Sport       | Audi RS3 LMS TCR                | 2:10,229 | 2:09,939 | 2    |
| 5.      | 16 | Gilles Magnus     | Comtoyou Racing                           | Audi RS3 LMS TCR                | 2:09,860 | 2:10,274 | 1    |
| 6.      | 86 | Esteban Guerrieri | ALL-INKL.COM Münnich Motorsport           | Honda Civic Type R TCR          | 2:10,422 |          |      |
| 7.      | 69 | Jean-Karl Vernay  | Team Mulsanne                             | Alfa Romeo Giulietta Veloce TCR | 2:10,423 |          |      |
| 8.      | 12 | Santiago Urrutia  | Cyan Racing Performance Lynk & Co         | Lynk & Co 03 TCR                | 2:10,960 |          |      |
| 9.      | 25 | Luca FilippiSZ    | Team Mulsanne                             | Alfa Romeo Giulietta Veloce TCR | 2:11,068 |          |      |
| 10.     | 29 | Néstor Girolami   | ALL-INKL.COM Münnich Motorsport           | Honda Civic Type R TCR          | 2:12,393 |          |      |
| 11.     | 30 | Gabriele Tarquini | BRC Hyundai N Lukoil Squadra Corse        | Hyundai i30 N TCR               | 2:14,195 |          |      |
| 12.     | 9  | Tassi Attila*     | ALL-INKL.DE Münnich Motorsport            | Honda Civic Type R TCR          |          |          |      |
| Forrás: |    |                   |                                           |                                 |          |          |      |

- * — Tassi Attila az időmérő edzés második etapjában ütközött, amivel piros zászlós fázist idézett elő, így addig futott köridejeit törölték.[14]

### Első futam
| Poz.    | #   | Versenyző              | Csapat                                    | Autó                            | Kategória | Kategória | Körszám | Versenyidő/Kiesés oka | Rajthely | Pont |
| ------- | --- | ---------------------- | ----------------------------------------- | ------------------------------- | --------- | --------- | ------- | --------------------- | -------- | ---- |
| 1.      | 17  | Nathanaël Berthon      | Comtoyou Racing DHL Team Audi Sport       | Audi RS3 LMS TCR                |           | Trophy    | 9       | 21:01,373             | 1        | 25   |
| 2.      | 30  | Gabriele Tarquini      | BRC Hyundai N Lukoil Squadra Corse        | Hyundai i30 N TCR               |           |           | 9       | +3,054                | 5        | 20   |
| 3.      | 69  | Jean-Karl Vernay       | Team Mulsanne                             | Alfa Romeo Giulietta Veloce TCR |           | Trophy    | 9       | +7,266                | 3        | 16   |
| 4.      | 86  | Esteban Guerrieri      | ALL-INKL.COM Münnich Motorsport           | Honda Civic Type R TCR          |           |           | 9       | +7,822                | 9        | 13   |
| 5.      | 29  | Néstor Girolami        | ALL-INKL.COM Münnich Motorsport           | Honda Civic Type R TCR          |           |           | 9       | +8,987                | 7        | 11   |
| 6.      | 31  | Tom Coronel            | Comtoyou Racing DHL Team Audi Sport       | Audi RS3 LMS TCR                |           | Trophy    | 9       | +9,543                | 8        | 10   |
| 7.      | 16  | Gilles Magnus          | Comtoyou Racing                           | Audi RS3 LMS TCR                | Újonc     | Trophy    | 9       | +12,554               | 4        | 9    |
| 8.      | 96  | Mikel Azcona           | Zengő Motorsport Services KFT             | Cupra León Competición TCR      |           |           | 9       | +13,951               | 17       | 8    |
| 9.      | 68  | Yann Ehrlacher         | Cyan Racing Lynk & Co                     | Lynk & Co 03 TCR                |           |           | 9       | +14,638               | 15       | 7    |
| 10.     | 1   | Michelisz Norbert      | BRC Hyundai N Lukoil Squadra Corse        | Hyundai i30 N TCR               |           |           | 9       | +15,149               | 6        | 6    |
| 11.     | 9   | Tassi Attila*          | ALL-INKL.DE Münnich Motorsport            | Honda Civic Type R TCR          |           |           | 9       | +16,153               | 11       | 5    |
| 12.     | 25  | Luca FilippiSZ         | Team Mulsanne                             | Alfa Romeo Giulietta Veloce TCR |           |           | 9       | +16,347               | 9        |      |
| 13.     | 18  | Tiago Monteiro         | ALL-INKL.DE Münnich Motorsport            | Honda Civic Type R TCR          |           |           | 9       | +17,448               | 13       | 4    |
| 14.     | 100 | Yvan Muller            | Cyan Racing Lynk & Co                     | Lynk & Co 03 TCR                |           |           | 9       | +18,506               | 14       | 3    |
| 15.     | 12  | Santiago Urrutia       | Cyan Racing Performance Lynk & Co         | Lynk & Co 03 TCR                |           |           | 9       | +21,031               | 10       | 2    |
| 16.     | 34  | Aurélien Comte         | Vuković Motorsport                        | Renault Mégane R.S. TCR         |           | Trophy    | 9       | +29,776               | 20       | 1    |
| 17.     | 88  | Nick Catsburg          | Engstler Hyundai N Liqui Moly Racing Team | Hyundai i30 N TCR               |           |           | 9       | +33,402               | 2        |      |
| 18.     | 22  | Petr FulínSZ           | Vexta Domy                                | Cupra León Competición TCR      |           |           | 9       | +48,187               | 18       |      |
| 19.     | 11  | Thed BjörkLK           | Cyan Racing Performance Lynk & Co         | Lynk & Co 03 TCR                |           |           | 9       | +1:17,290             | 21       |      |
| 20.     | 99  | Kismarty-Lechner Gábor | Zengő Motorsport Services KFT             | Cupra León Competición TCR      |           | Trophy    | 9       | +1:32,502             | 22       |      |
| 21.     | 55  | Boldizs Bence          | Zengő Motorsport Services KFT             | Cupra León Competición TCR      | Újonc     | Trophy    | 8       | Feladta               | 16       |      |
| Ki      | 8   | Luca Engstler          | Engstler Hyundai N Liqui Moly Racing Team | Hyundai i30 N TCR               | Újonc     |           | 2       | Feladta               | 19       |      |
| Forrás: |     |                        |                                           |                                 |           |           |         |                       |          |      |

- Újonc — Újonc résztvevők
- —Trophy — WTCR Trophy résztvevők
- LK — Leggyorsabb kör
- SZ — Szabadkártyás résztvevők

### Második futam
| Poz.    | #   | Versenyző              | Csapat                                    | Autó                            | Kategória | Kategória | Körszám | Versenyidő/Kiesés oka | Rajthely | Pont |
| ------- | --- | ---------------------- | ----------------------------------------- | ------------------------------- | --------- | --------- | ------- | --------------------- | -------- | ---- |
| 1.      | 31  | Tom Coronel            | Comtoyou Racing DHL Team Audi Sport       | Audi RS3 LMS TCR                |           | Trophy    | 11      | 26:33,749             | 7        | 25   |
| 2.      | 16  | Gilles Magnus          | Comtoyou Racing                           | Audi RS3 LMS TCR                | Újonc     | Trophy    | 11      | +1,053                | 6        | 20   |
| 3.      | 86  | Esteban Guerrieri      | ALL-INKL.COM Münnich Motorsport           | Honda Civic Type R TCR          |           |           | 11      | +3,582                | 5        | 16   |
| 4.      | 96  | Mikel AzconaLK         | Zengő Motorsport Services KFT             | Cupra León Competición TCR      |           |           | 11      | +4,773                | 17       | 13   |
| 5.      | 88  | Nick Catsburg          | Engstler Hyundai N Liqui Moly Racing Team | Hyundai i30 N TCR               |           |           | 11      | +5,442                | 8        | 11   |
| 6.      | 1   | Michelisz Norbert      | BRC Hyundai N Lukoil Squadra Corse        | Hyundai i30 N TCR               |           |           | 11      | +6,473                | 9        | 10   |
| 7.      | 68  | Yann Ehrlacher         | Cyan Racing Lynk & Co                     | Lynk & Co 03 TCR                |           |           | 11      | +7,554                | 15       | 9    |
| 8.      | 100 | Yvan Muller            | Cyan Racing Lynk & Co                     | Lynk & Co 03 TCR                |           |           | 11      | +9,561                | 14       | 8    |
| 9.      | 18  | Tiago Monteiro         | ALL-INKL.DE Münnich Motorsport            | Honda Civic Type R TCR          |           |           | 11      | +9,982                | 13       | 7    |
| 10.     | 8   | Luca Engstler          | Engstler Hyundai N Liqui Moly Racing Team | Hyundai i30 N TCR               | Újonc     |           | 11      | +10,473               | 19       | 6    |
| 11.     | 22  | Petr FulínSZ           | Vexta Domy                                | Cupra León Competición TCR      |           |           | 11      | +11,396               | 11       |      |
| 12.     | 34  | Aurélien Comte         | Vuković Motorsport                        | Renault Mégane R.S. TCR         |           | Trophy    | 11      | +12,014               | 20       | 5    |
| 13.     | 55  | Boldizs Bence          | Zengő Motorsport Services KFT             | Cupra León Competición TCR      | Újonc     | Trophy    | 11      | +13,075               | 16       | 4    |
| 14.     | 69  | Jean-Karl Vernay*      | Team Mulsanne                             | Alfa Romeo Giulietta Veloce TCR |           | Trophy    | 11      | +14,106               | 4        | 3    |
| 15.     | 12  | Santiago Urrutia       | Cyan Racing Performance Lynk & Co         | Lynk & Co 03 TCR                |           |           | 11      | +15,161               | 3        | 2    |
| 16.     | 11  | Thed Björk             | Cyan Racing Performance Lynk & Co         | Lynk & Co 03 TCR                |           |           | 11      | +16,337               | 21       | 1    |
| 17.     | 99  | Kismarty-Lechner Gábor | Zengő Motorsport Services KFT             | Cupra León Competición TCR      |           | Trophy    | 11      | +58,080               | 22       |      |
| 18.     | 29  | Néstor Girolami        | ALL-INKL.COM Münnich Motorsport           | Honda Civic Type R TCR          |           |           | 10      | Ütközés               | 1        |      |
| Ki      | 17  | Nathanaël Berthon      | Comtoyou Racing DHL Team Audi Sport       | Audi RS3 LMS TCR                |           | Trophy    | 9       | Feladta               | 10       |      |
| Ki      | 25  | Luca FilippiSZ         | Team Mulsanne                             | Alfa Romeo Giulietta Veloce TCR |           |           | 0       | Kiesett               | 2        |      |
| Ki      | 30  | Gabriele Tarquini      | BRC Hyundai N Lukoil Squadra Corse        | Hyundai i30 N TCR               |           |           | 0       | Ütközés               | 11       |      |
| Ki      | 9   | Tassi Attila           | ALL-INKL.DE Münnich Motorsport            | Honda Civic Type R TCR          |           |           | 0       | Ütközés               | 12       |      |
| Forrás: |     |                        |                                           |                                 |           |           |         |                       |          |      |

- Újonc — Újonc résztvevők
- —Trophy — WTCR Trophy résztvevők
- LK — Leggyorsabb kör
- SZ — Szabadkártyás résztvevők
- * — Jean-Karl Vernay-t a versenyt követően 10 másodperces időbüntetéssel szankcionálták Yvan Muller kilökéséért.[17]

### Harmadik futam
| Poz.    | #   | Versenyző              | Csapat                                    | Autó                            | Kategória | Kategória | Körszám | Versenyidő/Kiesés oka | Rajthely | Pont |
| ------- | --- | ---------------------- | ----------------------------------------- | ------------------------------- | --------- | --------- | ------- | --------------------- | -------- | ---- |
| 1.      | 88  | Nick CatsburgLK        | Engstler Hyundai N Liqui Moly Racing Team | Hyundai i30 N TCR               |           |           | 11      | 24:20,767             | 3        | 25   |
| 2.      | 17  | Nathanaël Berthon      | Comtoyou Racing DHL Team Audi Sport       | Audi RS3 LMS TCR                |           | Trophy    | 11      | +4,614                | 1        | 20   |
| 3.      | 16  | Gilles Magnus          | Comtoyou Racing                           | Audi RS3 LMS TCR                | Újonc     | Trophy    | 11      | +7,039                | 5        | 16   |
| 4.      | 69  | Jean-Karl Vernay*      | Team Mulsanne                             | Alfa Romeo Giulietta Veloce TCR |           | Trophy    | 11      | +7,315                | 7        | 13   |
| 5.      | 96  | Mikel Azcona           | Zengő Motorsport Services KFT             | Cupra León Competición TCR      |           |           | 11      | +7,968                | 15       | 11   |
| 6.      | 31  | Tom Coronel            | Comtoyou Racing DHL Team Audi Sport       | Audi RS3 LMS TCR                |           | Trophy    | 11      | +15,579               | 4        | 10   |
| 7.      | 86  | Esteban Guerrieri      | ALL-INKL.COM Münnich Motorsport           | Honda Civic Type R TCR          |           |           | 11      | +17,752               | 6        | 9    |
| 8.      | 12  | Santiago Urrutia       | Cyan Racing Performance Lynk & Co         | Lynk & Co 03 TCR                |           |           | 11      | +18,508               | 8        | 8    |
| 9.      | 8   | Luca Engstler          | Engstler Hyundai N Liqui Moly Racing Team | Hyundai i30 N TCR               | Újonc     |           | 11      | +19,609               | 17       | 7    |
| 10.     | 1   | Michelisz Norbert      | BRC Hyundai N Lukoil Squadra Corse        | Hyundai i30 N TCR               |           |           | 11      | +20,503               | 2        | 6    |
| 11.     | 68  | Yann Ehrlacher         | Cyan Racing Lynk & Co                     | Lynk & Co 03 TCR                |           |           | 11      | +21,676               | 13       | 5    |
| 12.     | 34  | Aurélien Comte         | Vuković Motorsport                        | Renault Mégane R.S. TCR         |           | Trophy    | 11      | +29,498               | 18       | 4    |
| 13.     | 100 | Yvan Muller            | Cyan Racing Lynk & Co                     | Lynk & Co 03 TCR                |           |           | 11      | +29,662               | 12       | 3    |
| 14.     | 22  | Petr FulínSZ           | Vexta Domy                                | Cupra León Competición TCR      |           |           | 11      | +29,737               | 16       |      |
| 15.     | 11  | Thed Björk             | Cyan Racing Performance Lynk & Co         | Lynk & Co 03 TCR                |           |           | 11      | +30,719               | 19       | 2    |
| 16.     | 99  | Kismarty-Lechner Gábor | Zengő Motorsport Services KFT             | Cupra León Competición TCR      |           | Trophy    | 11      | +44,402               | 20       | 1    |
| 17.     | 18  | Tiago Monteiro         | ALL-INKL.DE Münnich Motorsport            | Honda Civic Type R TCR          |           |           | 9       | Feladta               | 11       |      |
| Ki      | 55  | Boldizs Bence          | Zengő Motorsport Services KFT             | Cupra León Competición TCR      | Újonc     | Trophy    | 8       |                       | 14       |      |
| Ki      | 25  | Luca FilippiSZ         | Team Mulsanne                             | Alfa Romeo Giulietta Veloce TCR |           |           | 0       |                       | 9        |      |
| Ki      | 30  | Gabriele Tarquini      | BRC Hyundai N Lukoil Squadra Corse        | Hyundai i30 N TCR               |           |           |         |                       | 10       |      |
| Ni      | 29  | Néstor Girolami        | ALL-INKL.COM Münnich Motorsport           | Honda Civic Type R TCR          |           |           | 0       | Nem indult            |          |      |
| Ni      | 9   | Tassi Attila           | ALL-INKL.DE Münnich Motorsport            | Honda Civic Type R TCR          |           |           | 0       | Nem indult            |          |      |
| Forrás: |     |                        |                                           |                                 |           |           |         |                       |          |      |

- Újonc — Újonc résztvevők
- —Trophy — WTCR Trophy résztvevők
- LK — Leggyorsabb kör
- SZ — Szabadkártyás résztvevők
- * — Jean-Karl Vernay-t a versenyt követően 5 másodperces időbüntetéssel szankcionálták Michelisz Norbert kilökéséért.[17]

## A világkupa élmezőnyének állása a hétévége után
| H | Versenyzők        | Pont | H | Konstruktőrök                             | Pont |
| - | ----------------- | ---- | - | ----------------------------------------- | ---- |
| 1 | Yann Ehrlacher    | 113  | 1 | Cyan Racing Lynk & Co                     | 187  |
| 2 | Tom Coronel       | 92   | 2 | Comtoyou DHL Team Audi                    | 170  |
| 3 | Gilles Magnus     | 82   | 3 | ALL-INKL.COM Münnich Motorsport           | 150  |
| 4 | Nathanaël Berthon | 78   | 4 | Cyan Performance Lynk & Co                | 110  |
| 5 | Esteban Guerrieri | 78   | 5 | Engstler Hyundai N Liqui Moly Racing Team | 78   |